# Kopyść (wieś)
Kopyść – wieś w Polsce, położona w województwie łódzkim, w powiecie łaskim, w gminie Łask. Kopyść leży na Wysoczyźnie Łaskiej. Miejscowość ta leży w odległości około 1 km od drogi krajowej nr 14.
Wieś arcybiskupstwa gnieźnieńskiego w powiecie szadkowskim województwa sieradzkiego w końcu XVI wieku.
W tej wsi, przez szereg lat, spędzał wakacje Jan Sztaudynger. Pamiątkami z tych wizyt są tomik wierszy i fraszek "Pogwarki o Kopyści" oraz głaz pamiątkowy z fraszką:
"Jeśli w ogóle jestem poetą,
To dzięki kwiatom, grzybom, kobietom." 
W latach 1975–1998 miejscowość administracyjnie należała do województwa sieradzkiego.